# Richard McGehee
Richard Paul McGehee (* 20. September 1943 in San Diego) ist ein US-amerikanischer Mathematiker, der sich mit Dynamischen Systemen befasst, speziell aus der Himmelsmechanik.
McGehee studierte am Caltech mit dem Bachelorabschluss 1964 und an der University of Wisconsin–Madison, wo er 1965 seinen Master-Abschluss machte und 1969 bei Charles Conley promoviert wurde (Homoclinic orbits in the restricted three body problem). Als Post-Doktorand war er am Courant Institute of Mathematical Sciences of New York University. 1970 wurde er Assistant Professor und 1979 Professor an der University of Minnesota in Minneapolis, wo er am Center for the Computation and Visualization of Geometric Structures war (von 1994 bis 1998 als Direktor).
In den 1970er Jahren führte er Koordinaten ein, mit denen er die Singularitäten bei Dreikörperstössen regularisierte. 1975 zeigte er mit John Mather, dass im kollinearen Vierkörperproblem Zweierstösse so akkumulieren können, dass sie ein Teilchen in endlicher Zeit ins Unendliche befördern.
1978 war er Invited Speaker auf dem Internationalen Mathematikerkongress in Helsinki (Singularities in classical celestial mechanics).

## Schriften
- Herausgeber mit Kenneth R. Meyer Twist mappings and their applications, Springer Verlag 1992
- Von Zeipel´s Theorem on singularities in celestial mechanics, Expositiones Mathematicae, Band 4, 1986, S. 335–345
- Triple collision in the collinear three body problem, Inventiones Mathematicae, Band 29, 1974, S. 191–227